# Kōsei Tani
Kōsei Tani (谷 晃生, Tani Kōsei), né le 22 novembre 2000 à Osaka au Japon, est un footballeur international japonais qui joue au poste de gardien de but au Machida Zelvia, en prêt du Gamba Osaka.

## Biographie

### En club
Né à Osaka au Japon, Kōsei Tani est formé par l'un des clubs de sa ville natale, le Gamba Osaka. En décembre 2017, est annoncé son intégration à l'équipe première pour la saison à venir. Il joue son premier match en professionnel le 9 mai 2018, à l'occasion d'une rencontre de coupe de la Ligue japonaise face au Sanfrecce Hiroshima. Il est titulaire dans le but du Gamba Osaka ce jour-là, et son équipe s'impose par trois buts à deux. En 2019 il se blesse sérieusement à l'épaule, ce qui freine sa progression.
Le 29 décembre 2019, est annoncé le prêt pour deux saisons de Kōsei Tani au Shonan Bellmare. C'est avec ce club qu'il découvre la J. League 1, l'élite du football japonais. Il joue son premier match dans cette compétition le 22 juillet 2020, son équipe affronte alors le Kashima Antlers. Il est titulaire dans les buts, garde ses cages inviolées, et son équipe s'impose (1-0).
Le 1er janvier 2022, le prêt de Tani au Shonan Bellmare est prolongé jusqu'au 31 janvier 2023.
Le 1er août 2023, Kōsei Tani rejoint la Belgique et le club du FCV Dender EH, en deuxième division. Il arrive sous la forme d'un prêt courant jusqu'en juin 2024,.
Le 12 janvier 2024, Kōsei Tani rejoint le Machida Zelvia sous la forme d'un prêt d'une saison.

### En sélection
Kōsei Tani est sélectionné avec l'équipe du Japon des moins de 17 ans pour participer à la Coupe du monde des moins de 17 ans en 2017. Lors du mondial junior organisé en Inde, il officie comme gardien titulaire et joue trois matchs. Le Japon s'incline en huitièmes de finale face à l'Angleterre, après une séance de tirs au but.
Par la suite, avec les moins de 19 ans, il participe au championnat d'Asie des moins de 19 ans en 2018. Lors de cette compétition qui se déroule en Indonésie, il joue trois matchs. Le Japon s'incline en demi-finale face à l'Arabie saoudite.
Avec les moins de 23 ans, il prend part au championnat d'Asie des moins de 23 ans en 2020. Lors de ce tournoi organisé en Thaïlande, il officie comme gardien remplaçant et ne joue aucun match. Avec un bilan d'un nul et deux défaites, le Japon est éliminé dès le premier tour.

## Statistiques

### En club
| Saison                | Club                   | Championnat           | Championnat | Championnat | Coupe nationale | Coupe nationale | Coupe de la Ligue | Coupe de la Ligue | Total | Total |
| Saison                | Club                   | Division              | M.          | B.          | M.              | B.              | M.                | B.                | M.    | B.    |
| 2018                  | Gamba Osaka            | J1 League             | 0           | 0           | 0               | 0               | 1                 | 0                 | 1     | 0     |
| 2019                  | Gamba Osaka            | J1 League             | 0           | 0           | 0               | 0               | 0                 | 0                 | 0     | 0     |
| 2020                  | Gamba Osaka            | J1 League             | 25          | 0           | -               | -               | 0                 | 0                 | 25    | 0     |
| 2023                  | Gamba Osaka            | J1 League             | 10          | 0           | 1               | 0               | 2                 | 0                 | 13    | 0     |
| Sous-total            | Sous-total             | Sous-total            | 35          | 0           | 1               | 0               | 3                 | 0                 | 39    | 0     |
| 2021                  | Shonan Bellmare (prêt) | J1 League             | 34          | 0           | 0               | 0               | -                 | -                 | 34    | 0     |
| 2022                  | Shonan Bellmare (prêt) | J1 League             | 31          | 0           | -               | -               | 4                 | 0                 | 35    | 0     |
| Sous-total            | Sous-total             | Sous-total            | 65          | 0           | 0               | 0               | 4                 | 0                 | 69    | 0     |
| 2023-2024             | Dender EH (prêt)       | Challenger Pro League | 1           | 0           | 1               | 0               | -                 | -                 | 2     | 0     |
| 2024                  | Machida Zelvia (prêt)  | J1 League             | 37          | 0           | -               | -               | 1                 | 0                 | 38    | 0     |
| 2025                  | Machida Zelvia         | J1 League             | 6           | 0           | -               | -               | -                 | -                 | 6     | 0     |
| Sous-total            | Sous-total             | Sous-total            | 43          | 0           | 0               | 0               | 1                 | 0                 | 44    | 0     |
| Total sur la carrière | Total sur la carrière  | Total sur la carrière | 144         | 0           | 2               | 0               | 8                 | 0                 | 154   | 0     |

### En sélections
| Années                | Sélection             | Phases finales             | Phases finales | Phases finales | Phases finales | Éliminatoires | Éliminatoires | Éliminatoires | Éliminatoires | Amicaux | Amicaux | Amicaux | Total | Total | Total |
| Années                | Sélection             | Comp.                      | M.             | B.             | P.d.           | Comp.         | M.            | B.            | P.d.          | M.      | B.      | P.d.    | M.    | B.    | P.d.  |
| --------------------- | --------------------- | -------------------------- | -------------- | -------------- | -------------- | ------------- | ------------- | ------------- | ------------- | ------- | ------- | ------- | ----- | ----- | ----- |
| 2021                  | Japon                 | -                          | -              | -              | -              | CdM 2022      | 0             | 0             | 0             | -       | -       | -       | 0     | 0     | 0     |
| 2022                  | Japon                 | Coupe d'Asie de l'Est 2022 | 1              | 0              | 0              | CdM 2022      | 0             | 0             | 0             | 0       | 0       | 0       | 1     | 0     | 0     |
| 2022                  | Japon                 | Coupe du monde 2022        | -              | -              | -              | CdM 2022      | 0             | 0             | 0             | 0       | 0       | 0       | 1     | 0     | 0     |
| 2023                  | Japon                 | -                          | -              | -              | -              | CdM 2026      | -             | -             | -             | 0       | 0       | 0       | 0     | 0     | 0     |
| 2024                  | Japon                 | Coupe d'Asie 2023          | -              | -              | -              | CdM 2026      | 1             | 0             | 0             | -       | -       | -       | 1     | 0     | 0     |
| Total sur la carrière | Total sur la carrière | Total sur la carrière      | 1              | 0              | 0              | -             | 1             | 0             | 0             | 0       | 0       | 0       | 2     | 0     | 0     |

Le tableau suivant liste les rencontres de l'équipe du Japon dans lesquelles Kōsei Tani a été sélectionné depuis le 27 juillet 2022 jusqu'à présent :